# Episodi de I detectives (seconda stagione)
La seconda stagione della serie televisiva I detectives (The Detectives) è andata in onda negli Stati Uniti dal 16 settembre 1960 al 19 maggio 1961 sulla ABC.
| nº | Titolo originale    | Titolo italiano          | Prima TV USA      | Prima TV Italia |
| -- | ------------------- | ------------------------ | ----------------- | --------------- |
| 1  | The New Man         | Il nuovo arrivato        | 16 settembre 1960 |                 |
| 2  | Longshot            | Il re delle corse        | 23 settembre 1960 |                 |
| 3  | The Sports Job      | La macchina sportiva     | 30 settembre 1960 |                 |
| 4  | Alibis              | Alibi                    | 7 ottobre 1960    |                 |
| 5  | Shuttle             | I due dirottatori        | 14 ottobre 1960   |                 |
| 6  | Cop on Trial        | Processo alla polizia    | 4 novembre 1960   |                 |
| 7  | The Little Witness  | Il piccolo testimone     | 11 novembre 1960  |                 |
| 8  | You Only Die Once   | Si muore una volta sola  | 18 novembre 1960  |                 |
| 9  | Adopted             | L'adottato               | 25 novembre 1960  |                 |
| 10 | The Other Side      | Rischio calcolato        | 2 dicembre 1960   |                 |
| 11 | The Scalpel         | Il bisturi               | 9 dicembre 1960   |                 |
| 12 | Big Poison          | Veleno                   | 16 dicembre 1960  |                 |
| 13 | The Informer        | L'informatore            | 23 dicembre 1960  |                 |
| 14 | Razor's Edge        | Sul filo del rasoio      | 30 dicembre 1960  |                 |
| 15 | The Frightened Ones | Nel buio della paura     | 6 gennaio 1961    |                 |
| 16 | Power Failure       | Colpo al buio            | 13 gennaio 1961   |                 |
| 17 | Kinfolk             | I cugini di campagna     | 20 gennaio 1961   |                 |
| 18 | Quiet Night         | Una serata tranquilla    | 27 gennaio 1961   |                 |
| 19 | See No Evil         | Tutto è puro per i puri  | 3 febbraio 1961   |                 |
| 20 | Personal Enemy      | Nemico personale         | 10 febbraio 1961  |                 |
| 21 | Matt's Woman        | La donna di Matt         | 17 febbraio 1961  |                 |
| 22 | An Eye for an Eye   | Occhio per occhio        | 24 febbraio 1961  |                 |
| 23 | Bad Apple           | L'agente Sanders         | 3 marzo 1961      |                 |
| 24 | Not So Long Ago     | Non molto tempo fa       | 10 marzo 1961     |                 |
| 25 | The Reason          | Il motivo                | 17 marzo 1961     |                 |
| 26 | Secret Assignment   |                          | 24 marzo 1961     |                 |
| 27 | Time for Decision   |                          | 31 marzo 1961     |                 |
| 28 | Terror on Ice       | Terrore sul ghiaccio     | 7 aprile 1961     |                 |
| 29 | Little Boy Clue     | Un bambino terribile     | 14 aprile 1961    |                 |
| 30 | The Short Way Home  | La scorciatoia           | 21 aprile 1961    |                 |
| 31 | Other Cheek         | La nuova recluta         | 28 aprile 1961    |                 |
| 32 | The Airtight Case   | Un caso a prova di bomba | 5 maggio 1961     |                 |
| 33 | Duty Date           | Fidanzati per dovere     | 12 maggio 1961    |                 |
| 34 | The Champ           | Il campione              | 19 maggio 1961    |                 |

## The New Man
- Prima televisiva: 16 settembre 1960

### Trama
- Guest star: Richard Angarola (Nick Modesto), Roxanne Arlen (Dixie Modesto)

## Longshot
- Prima televisiva: 23 settembre 1960

### Trama
- Guest star: Jack Grimes (Willie Shaley), Alan Baxter (Mike Nolan), Hari Rhodes (Tempus)

## The Sports Job
- Prima televisiva: 30 settembre 1960

### Trama
- Guest star: Byron Morrow (dottor Lambert), Alan Reed, Jr. (Jerry Lambert)

## Alibis
- Prima televisiva: 7 ottobre 1960
- Diretto da: Alvin Ganzer
- Scritto da: Michael Morris

### Trama
- Guest star: Donna Douglas (Sandra), Eddie Firestone (George), Joe Mantell (Willie Voight)

## Shuttle
- Prima televisiva: 14 ottobre 1960

### Trama
- Guest star: John Newton (Daniels), Johnny Seven (Krom), Teri York (Mrs. Fletcher)

## Cop on Trial
- Prima televisiva: 4 novembre 1960

### Trama
- Guest star: Herman Rudin (Buzzy Moran), Gilbert Green (Jeffers)

## The Little Witness
- Prima televisiva: 11 novembre 1960

### Trama
- Guest star: Jerry Oddo (Crenshaw), Herbert Patterson (Thatcher), Alice Backes (Margaret), Brendan Dillon (Mort), William Hughes (Bobby Marx)

## You Only Die Once
- Prima televisiva: 18 novembre 1960

### Trama
- Guest star: Al Ruscio (Frankie), Jean Allison (Molly)

## Adopted
- Prima televisiva: 25 novembre 1960

### Trama
- Guest star: Anne Seymour (Mrs. Martin), Jena Engstrom (Ann), Patricia Breslin (Jean Graham), Eddie Ryder (Ray Graham)

## The Other Side
- Prima televisiva: 2 dicembre 1960

### Trama
- Guest star: Marc Lawrence (Watkins), John Zaccaro (Davis), William Challee (Anson)

## The Scalpel
- Prima televisiva: 9 dicembre 1960

### Trama
- Guest star: Joey Faye (Angie), Mort Mills (dottor Bruce), June Dayton (Jane Bruce), John Milford (MIckey Bledsoe)

## Big Poison
- Prima televisiva: 16 dicembre 1960

### Trama
- Guest star: Edward Binns (tenente Bert Walker), Eddie Ryder (Silbert)

## The Informer
- Prima televisiva: 23 dicembre 1960
- Diretto da: William F. Claxton
- Scritto da: Henry Greenberg

### Trama
- Guest star: George Conrad (Chuck Raymond), Joe Mantell (Al Huckins)

## Razor's Edge
- Prima televisiva: 30 dicembre 1960

### Trama
- Guest star: Richard Evans (Phil)

## The Frightened Ones
- Prima televisiva: 6 gennaio 1961

### Trama
- Guest star: Chris Robinson (Brad Snyder), Michael Parks (Jimmy), James Coburn (Duke Hawkins), Denise Alexander (Madge)

## Power Failure
- Prima televisiva: 13 gennaio 1961

### Trama
- Guest star: Joe Turkel (Charlie), Arthur Batanides (Wilding)

## Kinfolk
- Prima televisiva: 20 gennaio 1961
- Diretto da: Don Weis
- Scritto da: Jay Simms

### Trama
- Guest star: Lincoln Demyan (Murd Ottery), L. Q. Jones (Betty Merriweather), Dabbs Greer (Helm Merriweather), Lonny Chapman (Link Merriweather)

## Quiet Night
- Prima televisiva: 27 gennaio 1961

### Trama
- Guest star: Yvonne Craig (Ivy), Rudy Solari (Gino Gambini), Frederic Downs (Charlie), Adrienne Ellis (Ruth)

## See No Evil
- Prima televisiva: 3 febbraio 1961

### Trama
- Guest star: Gene Benton (Krull), Ray Ferrell (Raymond Halstead), Grant Richards (Tony Niccolo), Jacqueline Scott (Mrs. Halstead)

## Personal Enemy
- Prima televisiva: 10 febbraio 1961

### Trama
- Guest star: Michael Parks (Eddie Washburn), Floy Dean Smith (Caroline Combes), Laura Shelton (Darlene)

## Matt's Woman
- Prima televisiva: 17 febbraio 1961
- Diretto da: Lewis Allen
- Soggetto di: Donn Mullally

### Trama
- Guest star: Peter Gordon (Geoffrey Holt), Henry Hunter (Waller), Brian G. Hutton (Henry Davidson), William Mims (Hugh Barton), Joan Taylor (Myrna Fontaine)

## An Eye for an Eye
- Prima televisiva: 24 febbraio 1961
- Diretto da: James Clavell
- Scritto da: Mort Thaw

### Trama
- Guest star: Sando Harris (Jolo), Arlene Martel (Stella), William Challee (Holly), Eduardo Ciannelli (Kovchek)

## Bad Apple
- Prima televisiva: 3 marzo 1961

### Trama
- Guest star: Iris Adrian, William Tanner, Robert Kelljian, Wallace Earl, Rudy Dolan (Marko), Robert Culp (Herbert Sanders)

## Not So Long Ago
- Prima televisiva: 10 marzo 1961

### Trama
- Guest star: Virginia Vincent (Linda Lloyd), Baruch Lumet (Tremblay)

## The Reason
- Prima televisiva: 17 marzo 1961
- Diretto da: Paul Landres
- Scritto da: Richard Neil Morgan

### Trama
- Guest star: Don Wilbanks (Rivik), Patrick Waltz (Hodges)

## Secret Assignment
- Prima televisiva: 24 marzo 1961

### Trama
- Guest star: Anthony Caruso (Danny), Jack Kruschen (Jonesy)

## Time for Decision
- Prima televisiva: 31 marzo 1961

### Trama
- Guest star: Sue Randall (Jean Morley), Rita Lynn (Ella Russo)

## Terror on Ice
- Prima televisiva: 7 aprile 1961
- Diretto da: Lewis Allen
- Scritto da: Calvin Clements Sr., Meyer Dolinsky

### Trama
- Guest star: Walter Burke (Malone), Adam Williams (Soley), Doug Lambert (Peter Russo)

## Little Boy Clue
- Prima televisiva: 14 aprile 1961

### Trama
- Guest star: Robert Karnes (Frank Garmes), Dennis Oliveri (Robbie)

## The Short Way Home
- Prima televisiva: 21 aprile 1961

### Trama
- Guest star: Enid Jaynes (Nikki Williams), Don Quine (Frankie Williams), Johnny Seven (Eddie Benson)

## Other Cheek
- Prima televisiva: 28 aprile 1961

### Trama
- Guest star: Edmund Hashim (Max), Joan Marshall (Phyllis), Lee Kinsolving (Louis Wayne)

## The Airtight Case
- Prima televisiva: 5 maggio 1961

### Trama
- Guest star: Philip Abbott (Norden), Edward Knight (Stacey)

## Duty Date
- Prima televisiva: 12 maggio 1961

### Trama
- Guest star: Barbara Nichols (Abby Landis), Steve Gravers (Dave Racine), Gene Nelson (Jerry Coldwell), Michael Vandever (Homer)

## The Champ
- Prima televisiva: 19 maggio 1961

### Trama
- Guest star: Maxie Rosenbloom (Duke), Arthur Batanides (Buck Huston), Michael Dante (Joe Rano)